# Énergie de rayonnement

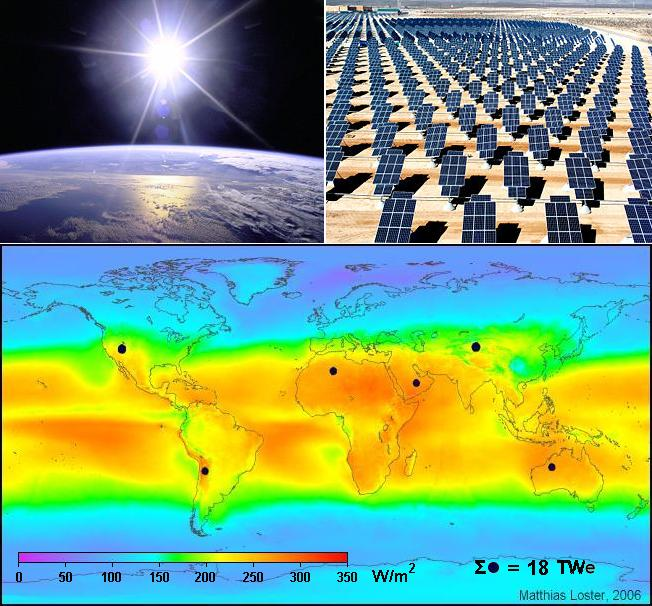
La lumière visible, telle que celle qui provient du soleil, transporte de l'énergie rayonnante, qui est utilisée pour la production d'énergie solaire.

En physique, et en particulier dans le domaine de la radiométrie, l'énergie de rayonnement, ou énergie rayonnante, est l'énergie des rayonnements électromagnétique et gravitationnel. En tant qu'énergie, son unité SI est le joule (J). La quantité d'énergie rayonnante peut être calculée en intégrant le flux (ou la puissance) rayonnant au cours du temps. Le symbole Qe désigne souvent l'énergie rayonnante dans la littérature (avec « e » pour « énergétique », afin d'éviter toute confusion avec les grandeurs photométriques). Dans les branches de la physique autres que la radiométrie, l'énergie électromagnétique est désignée par E ou W. Le terme « énergie rayonnante » est utilisé en particulier lorsqu'un rayonnement électromagnétique est émis par une source du milieu environnant. Ce rayonnement peut être visible ou invisible pour l'œil humain,.

## Terminologie
Le terme « énergie rayonnante » est le plus couramment utilisé dans les domaines de la radiométrie, de l'énergie solaire, du chauffage et de  l'éclairage, mais il l'est également dans d'autres domaines (comme dans les télécommunications). Dans les applications modernes impliquant le transport de l'énergie, le terme « énergie rayonnante » est parfois utilisé pour désigner les ondes électromagnétiques elles-mêmes, plutôt que leur énergie, qui n'est qu'une propriété des ondes. Par le passé, le terme « énergie électro-rayonnante » était également utilisé.
Le terme « énergie rayonnante » s'applique également au rayonnement gravitationnel,. Par exemple, les premières ondes gravitationnelles jamais observées ont été produites par la fusion de deux trous noirs qui a émis environ 5,3 × 1047 joules d'énergie d'ondes gravitationnelles.

## Analyse

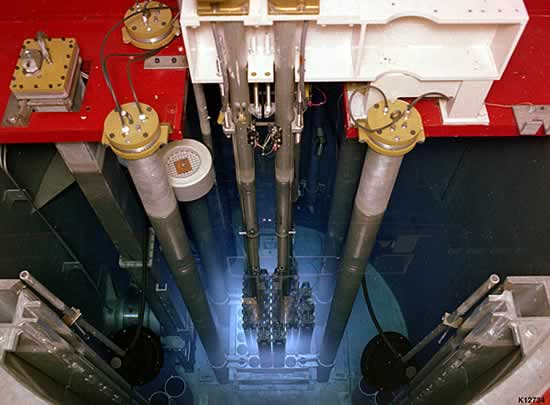
Rayonnement Tcherenkov brillant dans le cœur d'un réacteur TRIGA.

Il y a deux façons de conceptualiser le rayonnement électromagnétique. Premièrement, il peut être vu comme un flux de photons, l'énergie rayonnante est alors considérée comme de l'énergie photonique, c'est-à-dire l'énergie transportée par ces photons. Alternativement, le rayonnement électromagnétique peut être considéré comme une onde électromagnétique, qui transporte de l'énergie dans ses champs électriques et magnétiques oscillants. Ces deux points de vue sont complètement équivalents et se réconcilient dans la théorie quantique des champs (voir dualité onde-corpuscule):11-15.
Un rayonnement électromagnétique peut avoir différentes fréquences. Les bandes de fréquence présentes dans un signal électromagnétique donné peuvent être nettement définies, comme c'est le cas dans les spectres des atomes, ou peuvent être larges, comme dans le rayonnement du corps noir. Dans le point de vue corpusculaire, l'énergie transportée par chaque photon est proportionnelle à sa fréquence. Dans le point de vue ondulatoire, l'énergie d'une onde monochromatique est proportionnelle à son intensité:10-11. Ceci implique que si deux ondes électromagnétiques ont la même intensité, mais des fréquences différentes, celle avec la fréquence la plus élevée est composée d'un nombre plus faible de photons, puisque chaque photon individuel transporte plus d'énergie.
Lorsque des ondes électromagnétiques sont absorbées par un objet, l'énergie qu'elles transportent est convertie en chaleur (ou en électricité dans le cas d'un matériau photoélectrique). C'est un effet bien connu, puisque la lumière du soleil réchauffe les surfaces qu'elle irradie. Ce phénomène est associé le plus souvent au rayonnement infrarouge, mais n'importe quel type de rayonnement électromagnétique réchauffe les objets qui l'absorbent. Les ondes électromagnétiques peuvent aussi être réfléchies ou diffusées, auquel cas leur énergie est redirigée ou redistribuée.

### Systèmes ouverts
L'énergie rayonnante est l'un des mécanismes par lesquels l'énergie peut entrer ou sortir d'un système ouvert,,. Un tel système peut être artificiel, comme dans le cas d'un capteur d'énergie solaire, ou naturel, comme l'atmosphère terrestre. En géophysique, la plupart des gaz atmosphériques, y compris les gaz à effet de serre, permettent à l'énergie rayonnante du Soleil (composée de rayonnement de petites longueurs d'onde) de traverser l'atmosphère jusqu'à la surface de la Terre, permettant de réchauffer le sol et l'eau des océans. L'énergie solaire absorbée est en partie réémise sous forme de rayonnement, principalement du rayonnement infrarouge de longueur d'onde plus grande. Une partie de ce rayonnement est absorbée par les gaz à effet de serre de l'atmosphère. L'énergie rayonnante est produite dans le soleil par des réactions de fusion nucléaire.

## Applications
L'énergie rayonnante est utilisée pour le chauffage par rayonnement. Soit elle est générée électriquement par des lampes infrarouges, soit elle provient de la lumière du soleil qui est absorbée. Elle est ensuite utilisée pour chauffer de l'eau. L'énergie thermique est émise par un élément chaud (sol, mur, panneau aérien) et elle réchauffe les personnes et les autres objets dans la pièce plutôt que de chauffer directement l'air. Pour cette raison, la température de l'air peut être plus basse que dans un bâtiment chauffé de manière conventionnelle, bien que la pièce paraisse tout aussi confortable.
Bien d'autres applications de l'énergie rayonnante ont été imaginées, parmi lesquelles on trouve le traitement et l'inspection, la séparation et le tri, des moyens de contrôle et des moyens de communication. Un grand nombre de ces applications impliquent une source d'énergie rayonnante et un détecteur qui répond à ce rayonnement et fournit un signal représentant certaines caractéristiques du rayonnement. Les détecteurs d'énergie rayonnante produisent des réponses à l'énergie incidente sous la forme d'une augmentation ou d'une diminution d'un potentiel électrique ou d'un flux de courant électrique, ou de tout autre changement perceptible, comme l'exposition d'un film photographique.